# Brachystegus
Brachystegus (лат.) — род песочных ос из подсемейства Bembicinae (триба Nyssonini). Палеарктика и Афротропика. Известно около 20 видов.

## Описание
Мелкие осы. Вершина заднего бедра с небольшим ложкообразным выступом на внешней стороне. Задняя поверхность задних голеней неравномерно зазубренная. Средние голени самца с двумя шпорами. Переднее крыло с 3 субмаргинальными ячейками. Птеростигма передних крыльев значительно меньше субмаргинальной ячейки II, медиальная жилка передних крыльев расходится перед cu-a. Метасомальный стернум I базально с двойным килем. Относится к трибе Nyssonini Handlirsch, 1925 и подтрибе Nyssonina Handlirsch, 1925. Паразитируют на осах рода Tachytes.
- Brachystegus arnoldi Benoit, 1951
- Brachystegus aurantiacus Arnold, 1951
- Brachystegus basalis (F.Smith, 1856)
- Brachystegus braueri (Handlirsch, 1887)
- Brachystegus capensis (Handlirsch, 1887)
- Brachystegus cataractae  Arnold, 1940
- Brachystegus ciliosus  Wu & Zhou, 1991
- Brachystegus decipiens  (Arnold, 1929)
- Brachystegus decoratus  (R.Turner, 1914)
- Brachystegus dubitatus  (R.Turner, 1914)
- Brachystegus gregoryi  (R.Turner, 1912)
- Brachystegus incertus  (Radoszkowski, 1877)
- Brachystegus ludovici  (R.Turner, 1920)
- Brachystegus magrettii  (Mantero, 1917)
- Brachystegus nasutus  (Cameron, 1908)
- Brachystegus nikitini  Nemkov, 2004[6]
- Brachystegus pieli  (Yasumatsu, 1943)
- Brachystegus rhodesiae  (Arnold, 1929)
- Brachystegus scalaris  (Illiger, 1807)
- Brachystegus senegalensis  Arnold, 1951
- Brachystegus violaceipennis  (Cameron, 1904)